# Хартман Еразмуз фон Вицлебен
Хартман Еразмуз фон Вицлебен (на немски: Hartmann Erasmus von Witzleben; * 9 декември 1805 във Вайсенфелс; † 12 октомври 1878 в Мерзебург) от благородническия род фон Вицлебен от Тюрингия е държавен чиновник, обер-президент на провинция Саксония.
Той е син, шестото дете, на пруския таен съветник и др. юрист Георг Хартман фон Вицлебен (1766 – 1841) и първата му съпруга фрайин Вилхелмина фон Зекендорф (1769 – 1812). Внук е на Фридрих Вилхелм фон Вицлебен (1714 – 1791), главен дворцов-майстер в Саксония-Вайсенфелс, и втората му съпруга графиня Кристина Амалия фон дер Шуленбург (1732 – 1781), дъщеря на генерал-лейтенант граф Адолф Фридрих фон дер Шуленбург.
Хартман Еразмуз фон Вицлебен посещава гимназията в манастирското училище Рослебен. Той следва право и държавна икономика в Хале и в Гьотинген. След това започва работа в градския съд в Берлин. От 1830 г. той е „референдар“ в управлението в Мерзебург. През 1837 г. той е в управлението в Потсдам. През 1838 – 1840 г. той е съветник в окръг Нидербарним. От 1840 г. той е говорител и съветник при принц Вилхелм Приски. От 1841 г. той също е наследствен администратор на манастир Рослебен.
През 1844 г. той е президент на управлението в Лигниц и 1848 г. в Мерзебург. Между 1849 и 1852 г. той е член на първата камера на „Пруския ландтаг“ и там е към фракциата Алвенслебен.
От 1850 до 1872 г. Вицлебен е главен президент на провинция Саксония. Едновременно той е президент в Магдебург. През 1861 г. той става таен съветник с предикат „ексцеленц“. През 1864 г. той става капитулар и 1869 г. катедрален декан на катедралата Магдебург. Заради опозицията му той е отстранен през 1872 г. Той едновременно става член на „пруския Херен-Хауз“.

## Фамилия
Хартман Еразмуз фон Вицлебен се жени на 11 ноември 1843 г. в Барут за Мария Вилхелмина Елиза фон Золмс-Барут (* 4 август 1823, Дрезден; † 6 август 1910, Алтдьоберн), дъщеря на граф Фридрих фон Золмс-Барут (1795 – 1879) и графиня Амалия Тереза Хелена Берта фон Золмс-Барут (1801 – 1832), дъщеря на граф Йохан Хайнрих Фридрих фон Золмс-Барут (1770 – 1810) и графиня Шарлота Каролина Амалия фон Райхенбах (1776 – 1851). Те имат син:
- Хайнрих Хартман Фридрих (* 13 април 1854), издигнат на пруски граф с името „Вицлебен-Алт-Дьоберн“ на 21 юни 1886 г. Той е личен приятел на германския император Вилхелм I.[4]; женен е за принцеса Мария Ройс-Кьостриц и има с нея две дъщери.